# El Cajon, California
El Cajon (/[invalid input: 'icon']ɛlkəˈhoʊn/; tiếng Tây Ban Nha: [elkaˈxon]) là một thành phố thuộc quận San Diego trong tiểu bang California, Hoa Kỳ. Thành phố có tổng diện tích là 14,433 dặm vuông Anh (37,38 km2). Theo điều tra dân số Hoa Kỳ năm 2010, thành phố có dân số 99.476 người, ước tính năm 2011 là 100.116 người, là thành phố lớn thứ 61 bang California năm 2010. Nằm ở trong một thung lũng bao quanh bởi núi, thành phố có biệt danh "Hộp Lớn". Biệt danh này trong tiếng Tây Ban Nha "el cajón" nghĩa là "hộp lớn".